# Kidinu
Kidinu ist ein elamitischer König. Er regierte um 1500 v. Chr. und scheint der Begründer einer neuen Dynastie gewesen zu sein. Er trägt den Titel 'König von Susa und Anschan', der für die folgende Zeit typisch ist. Kidinu ist nur von einer in Susa gefundenen Tontafel bekannt, auf der sich der Abdruck seines Rollsiegels fand. Als sein Vater wird der sonst nicht bekannte und wohl nichtkönigliche Adad-scharru-rabu genannt.